# Samar Yazbek
Samar Yazbek (en árabe: سمر يزبك‎ ; Latakia, 18 de agosto de 1970) es una escritora y periodista siria. Su obra abarca varios estilos: novelas, cuentos, guiones de película, series televisivas, crítica de cine televisión y ha sido traducida a numerosas lenguas, incluyendo holandés, francés, inglés, italiano y alemán.

## Biografía
Estudió literatura árabe en la Universidad de Latakia antes de empezar una carrera en periodismo y como guionista para televisión y cine en Siria. 
Es miembro  de la minoría Alawi, pero es una adversaria del gobierno de su correligionario el presidente Bashar al-Assad – un antagonismo que aparece regularmente en su trabajo. Documentó su experiencia y participación en las protestas contra el gobierno de Assad de 2011 en su “Damascene Diaries.” Describió la revuelta que empezó en Dar'a en marzo de 2011 y la brutal respuesta que vino después. Esta franqueza tuvo como resultado ser detenida por las fuerzas de seguridad sirias y que finalmente la hizo huir del país con su hija. Desde que se fue en 2011, ha vivido en París, Francia y continúa siendo un pieza clave en la discusión global sobre Siria y la posición de las mujeres en el islam.
Junto con su crítica del régimen de Assad, Yazbek ha sido una voz destacada en el apoyo de los derechos humanos y los derechos de las mujeres en Siria. Fue una participante activa  en la Organización de Iniciativa de Mujeres y en Libertades, un centro que defiende la libertad de expresión para los periodistas sirios. Fue editora  para Mujeres de Siria, una revista electrónica feminista y de derechos humanos. En 2012,  lanzó Mujeres Ahora por el Desarrollo, una organización sin ánimo de lucro que enseña a mujeres sirias a leer y escribir, les ofrece formación vocacional, les educa en computación, y les enseña cómo involucrarse en política.
Su activismo es en el núcleo de sus obras literarias. La primera novela de Yazbek, en 2002, se tituló Tiflat tan-Sama (Chica Celestial),  con la que desafió los tabúes que existen en la sociedad siria.
En 2010, Yazbek fue seleccionada como una del Beirut39, un grupo de 39 escritores árabes menores de 40 años escogidos a través de un concurso organizado por la revista Banipal y el Festival de Heno. En 2012, fue elegida por el PEN/Pinter Prize como "escritor Internacional de valor", en reconocimiento de su libro A Woman in the Crossfire. Le fue otorgada el Premio Tucholsky sueco ese mismo año. En 2013,  recibió el Oxfam Novib/PEN Award que reconoce escritores que han sido perseguidos su trabajo.
Samar Yazbek vive en París desde 2011 y es un bloguera muy activa. En 2012, ella intentó volver al norte de Siria y establecerse en las áreas recién liberadas, pero  escogió quedarse en París debido a la creciente amenaza del Estado Islámico en Siria.
Más tarde,  participó en la caravana cultural siria (2014–5) , la cual era un movimiento artístico y cultural  dirigido por artistas sirios que empezaron con un proyecto llamado "Libertad para las Personas Sirias” e implicó un viaje de carretera a través de Europa.

## Obras
- 19 mujeres (19 femmes), París, Stock, 2019.
- The Blue Pen (Al mach'a) (2017)[12]
- The Crossing: My Journey to the Shattered Heart of Syria (Buwabat ard al aadam) (2015)[13]
- A Woman in the Crossfire: Diaries of the Syrian Revolution (Taqatoo niran) (2012)
- Cinnamon (Ra’ihat al-Qirfa) (2012)
- Clay (Salsal) (2008)
- Heavenly Girl (Tiflat as-Sama) (2002)